# Kasteel van Meldert

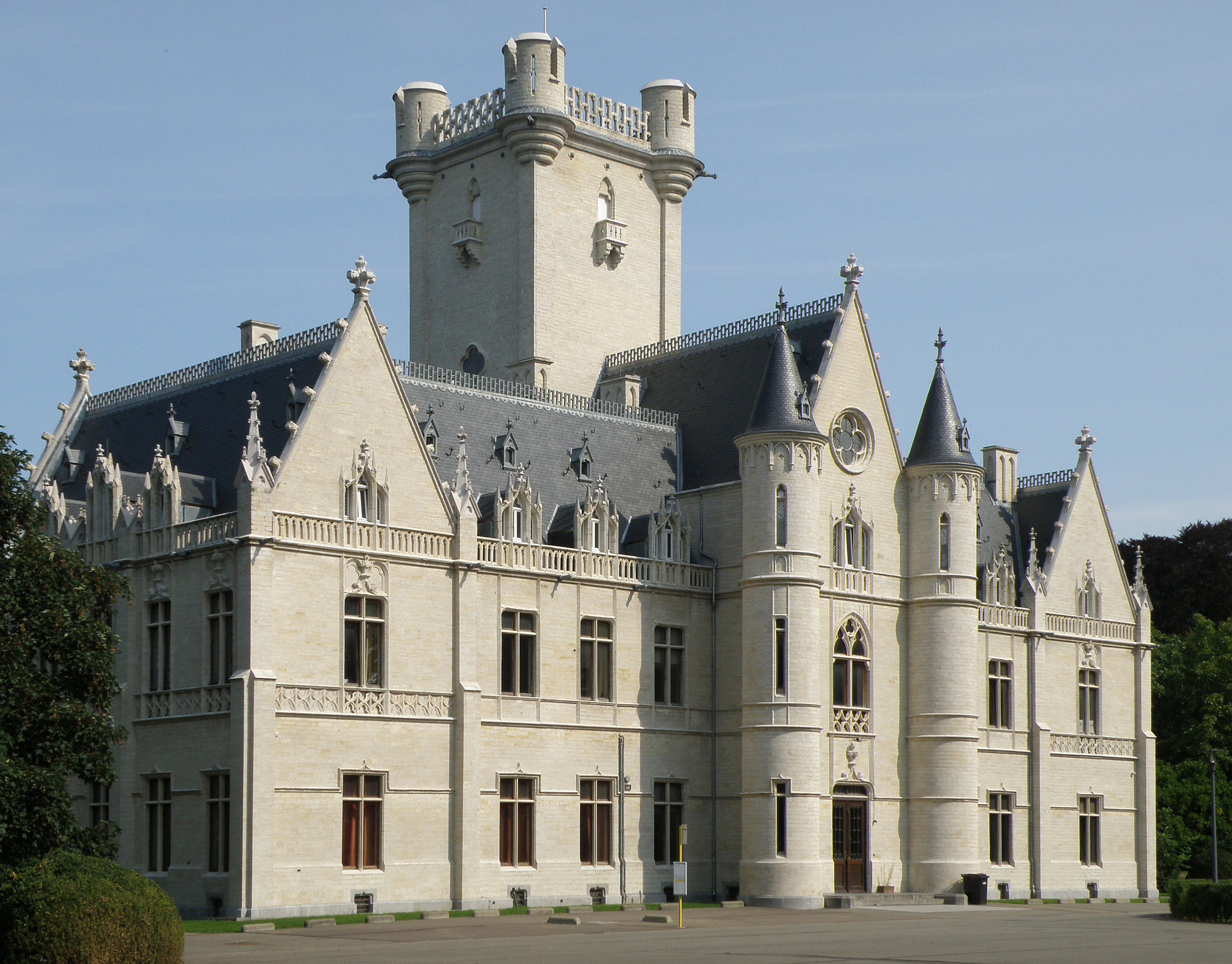
Kasteel van Meldert

Het Kasteel van Meldert (Frans: Chateau de Maillard) is een kasteel in de tot de Vlaams-Brabantse gemeente Hoegaarden behorende plaats Meldert, gelegen aan de Waversesteenweg 1. Bij het kasteel behoren een oranjerie en dienstengebouwen. Het kasteel ligt nabij de Menebeek. Het landgoed staat bekend als het Meldertbos.

## Geschiedenis
Meldert behoorde achtereenvolgens toe aan de families Van Meldert, Van Montenaken, D'Oyenbrugghe enVander Noot. Aan de Kerkstraat bevond zich de donjon, maar in 1568 woedde een brand, waarna een nieuw kasteel werd gebouwd op een hogere plaats, 700 meter zuidelijker. Dit had een opperhof en een neerhof. Omstreeks 1825 was het goed in handen van Charles-Ferdinand d'Oultremont. In 1845 werden de gebouwen gesloopt en werd in opdracht van d'Oultremont een nieuw kasteel gebouwd in vroeg-neogotische stijl, naar ontwerp van Auguste Vivroux.
In 1877 werd het kasteel getroffen door brand, waarna het in enigszins gewijzigde vorm werd herbouwd.
Charles-Ferdinant's zoon Adrien stierf in 1898 waarna het kasteel werd verhuurd, onder meer (vanaf 1905) aan Auguste de Lantsheere, die ook burgemeester van Meldert was en het park in 1911 deed herstructureren. In 1914 nam de Duitse bezetter bezit van het kasteel. In 1932 overleed Auguste de Lantsheere en in 1940 kwam een einde aan het huurcontract van de familie de Lantsheere. Tijdens de Tweede Wereldoorlog werd het kasteel opnieuw door de Duitse bezetter in gebruik genodigd en beschadigd. In 1957 vestigde zich het Sint-Janscollege in het kasteel.